# حفرية أو إتش 24

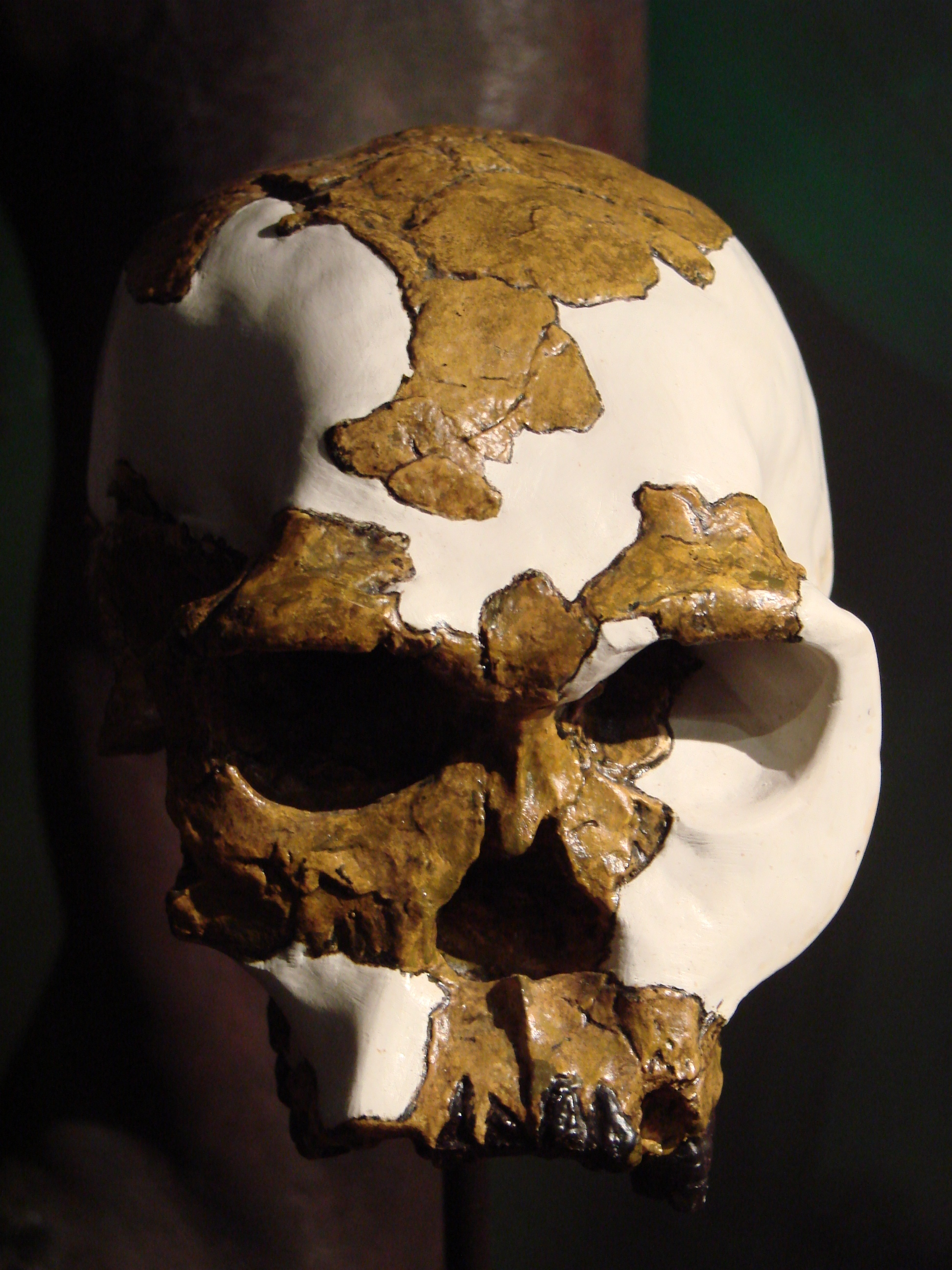

عيّنة أو إتش 24 (أو شبيه الإنسان أولدوفاي 24، الملقّب بـ «تويغي، وبالانكليزية Twiggy») هي عبارة عن جمجمة متحجّرة من نوع هوموهابيليس Homo habilis (الإنسان الماهر أو الإنسان القادر على استخدام الأدوات)، تمّ اكتشافها في منطقة «أولدفاي جورج» شماليّ تنزانيا من قبل «بيتير نزوب Peter Nzube» في عام 1968. كانت الجمجمة -عند اكتشافها- مسحوقةً وشبهَ مسطّحة، ولذلك فقد سُمّيت على اسم عيّنة «تويغي Twiggy» النحيلة والتي كانت مشهورة إلى حدّ بعيد في ذلك الوقت، يُقدّر عمر أو إتس 24 بحوالي 1.8 مليون سنة، عندما تمّ العثور على الجمجمة كانت مسطّحة وملتصقة بطبقة كبيرة من الحجر الجيري.
لم تحظَ الجمجمة عند اكتشافها بالاهتمام الكافي، ولكن تم ّفيما بعد ترميمها وإجراء الفحوصات عليها بشكل جيّد، وذلك بعد بذل جهودٍ كبيرة من قبل العالم رون كلارك. على الرغم من كلّ تلك الجهود المبذولة فلا تزال الجمجمة مشوّهةً بشكلٍ كبير، وذلك بسبب عمليات التحجّر التي تعرّضت لها. تُقدّر سعة القحف لهذه الجمجمة بحوالي 590-600 سنتيمتر مكعّب  ويُعزى ذلك -بشكلٍ جزئيّ- إلى التشوّه الذي تعرّضت له. يوصف وجه عيّنة أو إتش 24 بأنه أفقم (بارز الفكّين أسفل الأنف)، كما هو الحال في أحفوريّات نوع هوموهابيليس الأخرى. إلى جانب امتلاك جمجمة أو إتش 24 لبروزٍ في الفكّين أصغر من البروز الموجود في جماجم نوع الأوسترالوبيثيكوس، فإنّ قبة القحف في هذه الجمجمة أكبر من تلك الموجودة في جماجم أفراد نوع الأوسترالوبيثيكوس، وهو ما يشير إلى حصول توسّع في حجم الدماغ عند عيّنة أو إتش 24 مقارنةً مع أسلافها، ويعتبر الانخفاض في درجة بروز الفكّين الذي يظهر في هذه العيّنة متوافقاً بشكلٍ نموذجي مع تطوّر الكائن البشري.
تظهر أضراس العقل الأربعة في فكّ الجمجمة وهو ما يدلّ على أنّ «تويغي أو إتش 24» كان بالغًا عند الوفاة. ومع ذلك، فإنّ هذه الأضراس لا تظهر أيّ علامات على التآكل (فالنقاط الموجودة على تيجان الأسنان لا تزال حادّة، ولا تظهر عليها أيّة علامات تدلّ على تآكلها نتيجة تناول الأطعمة القاسية)، ممّا يشير إلى أنّ تويغي قد توفّي بعد وقت قصير من بروز هذه الأضراس. تظهر جمجمة أو إتش 24 أيضًا أسناناً صغيرة نسبيّاً متوضّعة على شكل حرف U، تماماً مثل أحفوريّات الهوموهابيليس المُكتشفة الأخرى.
نظرًا لكون جمجمة أو إتش 24 هي إحدى أقدم أحافير الهوموهابيليس، فقد تمّ استخدامها لحسم العديد من النزاعات حول تصنيف بعض أحافير النوع الإنساني المبكّرة التي تمّ العثور عليها، ووضعها إمّا في خانة إنسان بحيرة رودولفHomo Rudolfensis أو في خانة الإنسان الماهر، أو جمعها معًا في خانة نوع الإنسان الماهر. تعتبر أحفوريّتا كي إن إم إي آر 1813 KNM ER 1813)) وكي إن إم إي آر 1470 (KNM ER 1470) من الأحافير المثيرة للجدل بشكل كبير بحيث لم يحسم العلماء الجدل حول تصنيفها بشكلٍ نهائيّ بعد، فبالنسبة لـ كي إن إم إي آر يتّفق العديد من العلماء على أنّها تعود إلى أنثى من نوع الإنسان الماهر، أمّا أحفورة كي إن إم إي آر فيتحدّث كثيرٌ من العلماء عن وجود اختلافاتٍ تشريحيّة بينها وبين أُحفوريات الهوموهابيليس المعروفة مسبقاً، والتي تجعل من العيّنة تعود إلى نوع إنسان بحيرة رودولف.